# Liste von Stickereimuseen
Die folgende Liste gibt einen Überblick zu Stickereimuseen, also Kunst-, Handwerks- und Volkskundemuseen, die das Kunsthandwerk und die Tradition des Stickens präsentieren. Die Sortierung erfolgt innerhalb der einzelnen Länder alphabetisch nach den Ortsnamen.

## Deutschland
- Stickereimuseum Eibenstock[1]
- Stickereimuseum Ennigerloh[2]
- Stickereimuseum Oberhundem – Privatmuseum der Familie Steinacker[3]
- Stickereimuseum – Schaustickerei Plauen[4]

## Frankreich
- Stickereimuseum Fontenoy-le-Château (musée de la broderie)

## Großbritannien
- Victoria and Albert Museum – Embroidery London[5]

## Österreich
- Stickereimuseum Litschau[6]
- Stickereimuseum Lustenau[7]

## Portugal
- Stickereimuseum im Instituto do Vinho, do Bordado e do Artesanato da Madeira, Madeira

## Schweiz
- Handsticklokal Balgach[8]
- Grabser Sticklokal Grabs[9]
- Stickereiausstellung des Appenzeller Volkskundemuseums in Stein AR, Kanton Appenzell Ausserrhoden[10]
- Stickmaschinenausstellung des Saurer-Museums, Arbon[11]
- Handmaschinenstickerei Neuthal, Bäretswil[12]

## Spanien
- Museu de la Punta (Stickereimuseum) in Arenys de Mar

## Südkorea
- Museum of Korean Embroidery in Seoul[13]
- Han Sang Soo Embroidery Museum in Seoul[14]
- Chung Young Yang Embroidery Museum in Seoul[15]

## Ungarn
- Stickereimuseum Sióagárd im Komitat Tolna  (siehe auch Liste der Museen in Ungarn)